# Turan Ekici
Turan Ekici (* 4. Oktober 1989 in Solhan) ist ein türkischer Fußballspieler in Diensten von Sanica Boru Elazığspor.

## Karriere
Ekici begann mit dem Vereinsfußball in der Jugend von Elazığ Köy Hizmetleri SK und wechselte hier 2008 als Profispieler zum Drittligisten  Sanica Boru Elazığspor. Hier kam er in drei Spielzeiten als Ergänzungsspieler zu zwölf Liga- und einem Pokaleinsatz. Mit seiner Mannschaft gelang ihm zur Saison 2010/11 die Meisterschaft der TFF 2. Lig und damit der direkte Aufstieg in die TFF 1. Lig. Die Spielzeit 2011/12 verbrachte er als Leihspieler beim Viertligisten Elazığ Belediyespor.

## Erfolge
- Mit Elazığspor:
  - 2010/11 Aufstieg in die TFF 1. Lig
  - 2010/11 Meisterschaft der TFF 2. Lig